# سوق جميلة
سوق جميلة هو سوق شعبي يقع في حي جميلة في قضاء الصدر شمال شرق العاصمة بغداد يتميز هذا السوق بأنه مركز لبيع الأغذية من خضار ومعلبات وحبوب ومعجنات وحلويات ومختلف أنواع الأغذية ويعتبر السوق مركزاً رئيسياً لبيع تلك المواد في بغداد، ويقع فيه سوق لبيع المواشي والخضار يدعى علوة جميلة وفيه العديد من المصانع للأغذية وللمشروبات.

## الهجمات الإرهابية
في 8 يناير 2017 قام انتحاري بتفجر سيارة مفخخة عند الباب الخلفي للسوق وأسفر الانفجار عن مقتل اثنا عشر شخصاً وإصابة خمسون آخرون. وأعلن تنظيم الدولة الإسلامية مسؤوليته عن الهجوم.
في 9 مايو 2019 قام انتحاري بتفجير نفسه قرب السوق بعد محاصرته من قِبل القوات الأمنية وأدى الانفجار إلى مقتل شخصين وسبعة مصابين في حصيلة أولية لانفجار سوق جميلة وتبنى تنظيم داعش الانفجار.